# 松平乗薀
松平 乗薀（まつだいら のりもり）は、江戸時代中期の大名。美濃国岩村藩主。乗政流大給松平家4代。官位は従四位下・能登守。

## 生涯
享保元年（1716年）、大給松平家本家の伊勢亀山藩主松平乗邑の三男として生まれた。乗薀は、聖堂学問所（のちの昌平坂学問所）に学び、林鳳岡最晩年の弟子にあたる。岩村藩世嗣の乗恒が早世したため、元文6年（1741年）1月、26歳で松平乗賢の養子となった。当初は、乗賢の叔父である松平致乗の娘と婚姻する予定であったが、元文7年（1742年）祝言前に没してしまったため、平戸藩主松浦篤信の養女と婚姻した。
寛保元年（1741年）4月、将軍徳川吉宗に初めて拝謁した。12月には従五位下・美作守に叙位・任官された。
延享3年（1746年）5月8日、乗賢の死去により家督を継ぎ、能登守と改め、老臣の佐藤治助信全と小菅五郎次勝明とともに将軍家に御目見した。同年9月には馬場先門番を勤務し、11月には屋敷替があり、鍛冶橋から日本橋浜町へ移った。その際、江戸藩邸の者たちを集め、政事は全て先代（乗賢）と同じく行うので御定目通りに勤務すべき旨を申し渡した。
延享4年（1747年）11月1日、幕府より朝鮮通信使の来日の際に近江八幡での饗応役を命ぜられ、その準備に取りかかった。それに伴い、高橋吉左衛門・田中松育・和田慶余（医師）などを岩村藩に召し抱えた。
延享5年（1748年）2月、江戸を出発し、2月21日に岩村城へ到着、4月20日に出発し、4月24日に近江八幡へ到着した。5月5日に朝鮮通信使を迎え、饗応役を務めて、5月11日に岩村城へ戻った。その後、江戸城へ向かった朝鮮通信使が帰国する際に、6月26日に再び近江八幡へ赴き挨拶を行った。その後、また岩村城へ戻って、近江へ同行した藩士82人を労い祝儀を渡した。7月24日に岩村城を出発し、木曽路を通って江戸の藩邸へ帰った。
寛延2年（1749年）7月、乗薀が初めての御暇で岩村城へ来城するにあたり、黒岩助左衛門・黒岩猪三郎・井野猪右衛門・和田慶余が御迎えに出府した。
寛延4年（1751年）4月、日光山 御名代を務めた。
藩政では行政の簡素化を図ることで藩財政の再建を目指している。
宝暦3年（1753年）4月、日光山祭礼奉行に任じられて奉仕した。
宝暦4年（1754年）5月11日、領内の宗旨人別帳を閲覧し、90歳以上の老人に対し1人あたり米2俵を下賜して敬老の意を示した。
宝暦8年12月（1759年）に郡上藩主の金森頼錦が石徹白騒動により改易されると、幕府より郡上八幡城在番の役命を受けた、まず岩村藩士の木村久内を留守居役として郡上八幡へ派遣することとし、宝暦9年（1759年）3月3日に郡上八幡へ到着し、酒屋彌左衛門宅に宿泊した。その後、3人の岩村藩士を遣わして本陣を慈恩寺に定め、宿泊先は商家とした。3月12日に乗薀と岩村藩士が郡上八幡に到着し、ただちに郡上八幡城へ入り、金森家から城の請取を完了した。5月中旬に次の郡上藩主となった青山幸道が郡上八幡城へ入るまで、岩村藩の城番の士が衛戌したのである。
宝暦12年12月9日（1763年）奏者番に任じられた。
明和6年（1769年）5月、日光山小来川口勤番を勤めた。
安永2年（1773年）11月、飛騨国で大原騒動が起きて、群衆が高山陣屋に迫ったため、飛騨郡代の大原彦四郎から岩村藩に応援を求めてきた。岩村藩は急遽会議を開き、物頭の三好源太夫・大目付の岩松藤市・郡奉行の市川甚之丞・平尾平蔵以下の手代・小頭・下目付・同心・足軽ら兵数300人が武器類を揃えて、翌朝の6時に出発した。11月19日に岩村藩兵は飛騨に到着した。江戸では当時幕府の筆頭老中であった松平武元が、岩村藩の江戸留守居役を召して、鉄砲の他に大砲も使用して鎮圧するように書状を渡し、300人が飛騨へ出発した後に岩村城に書状が届いた。それで長谷川甚内が大砲を持って飛騨へ向かった。11月28日に群衆が船津に集まるとの報があり、苗木藩兵と共に73人を捕縛して高山へ連行し、反乱を平定して12月14日に岩村城へ戻った。安永3年（1774年）2月、飛騨への出兵を労って家臣達に賞与を与えた。12月28日には乗薀も幕府より賞せられた。
安永4年（1775年）12月11日、従四位下に叙せられた。
岩村藩の駿河国内の飛び地領15か村を管轄していた横内陣屋では、乗薀が藩主となってから伝染病予防の薬を各村々に年2回配布した。
天明元年（1781年）4月22日、家督を養子の乗保に譲って隠居した。
天明3年（1783年）7月6日、江戸で卒去した。享年68。

## 家族
正室は松浦篤信の養女、千本倶隆の娘であったが、子が生まれなかった。
側室の前原氏は、 乗国・乗遠・乗衡の3人の男子を生んだが、長男の乗国と次男の乗遠の2人は早世し、三男の乗衡は病弱であった。
幕府からの命により、三男の乗衡は林家へ養子に出した。乗衡は、林信敬の没後に林述斎として8代当主を継いだ。
そのため、乗保を養子として迎えて家督を相続した。

## 主な藩士
家老
- 佐藤治助（320石）、 小菅五郎次（250石）、大郎五左衛門（270石）、黒岩助左衛門（370石）、萩山安右衛門（250石）、澤井市郎兵衛（250石）、味岡次郎左衛門（370石）、丹羽瀬牧太（320石）、小菅五平次（250石）

用人
- 田中長左衛門、飯岡左衛門、三好源太夫、石橋三十郎、岩松伝蔵、中島忠次郎

物頭
- 石寺十左衛門、森文五郎、山川長兵衛、力丸元右衛門、小嶋段四郎、富沢忠太夫、宇野安太夫、澤八郎右衛門、大山傳八郎